# Federazione Italiana American Football
La Federazione Italiana American Football (FIAF) è stata una federazione sportiva, naturale continuazione della Associazione Italiana Football Americano (AIFA), attiva dal 1988 al 2000 ed affiliata al CONI fino al 2000, che si occupava della organizzazione e della gestione dei campionati di football americano in Italia. Dal 2002 con la sigla NFLI ha condotto l'organizzazione del Football americano in Italia fino al 2008. Dal 2015 è attiva la continuazione di AIFA-FIAF-NFLI con la costituzione di AIFA/IAAFL.

## Storia
La federazione si costituì come Associazione Italiana Football Americano nel 1980 a opera di cinque società: Rhinos Milano, Rams Milano, Frogs Busto Arsizio, Giaguari Torino e Aquile Ferrara. Presidente fu eletto Giovanni Colombo, al quale seguì nella carica nel 1987 Gianantonio Arnoldi (poi deputato di Forza Italia) che organizzò diversamente i campionati nazionali disputati da circa 100 società e adottò la denominazione di Federazione Italiana American Football che nel 1988 si associò al CONI.
Nel 1994 Lucio Zanetti diventò presidente e dopo la sua morte improvvisa venne eletto Giovanni Cantù, che in seguito avrebbe fondato la NFL Italia.
La Federazione Italiana American Football venne disconosciuta dal CONI nell'ottobre 2000 a seguito del commissariamento per motivi di insolvenza. I campionati della FIAF continuarono e a distanza di due anni vennero poi costituite due organizzazioni in competizione: la NFLItaly che operò fino al 2008, sostituita poi dalla Federazione Italiana Football (FIF), e la Federazione Italiana di American Football (FIDAF), fondata nel 2001 da 6 società (Corsari Palermo, Delfini Taranto, Dragons Brindisi, Elephants Catania, Sharks Palermo e Vipers Casteldaccia).

## Campionati
I campionati della FIAF si organizzarono in quattro categorie:
- Serie A1
- Serie A2
- Serie B
- Serie C

Il primo anno della Serie A1 si disputò con 24 squadre organizzate in 4 gironi (Nord, Centro, Est e Sud) di 6 squadre ciascuno. Le prime 4 classificate di ogni girone accedevano ai play-off insieme alle migliori 8 della Serie A2. Il campionato terminava con il Superbowl italiano che assegnava il titolo nazionale. Il secondo anno la A1 fu ridotta a 18 squadre divise in 2 gironi con qualificazione ai play-off delle prime 4 squadre di ogni girone assieme alle prime 2 della A2.
La formula a due gironi rimase in vigore, seppure con alcune variazioni (nel 1993 e 1998 si giocarono 3 gironi), fino al 1998. Dal 1995 la Serie A1 assunse la denominazione di Golden League. Dal 1999 venne adottata la suddivisione in American Conference e Italian Conference. Le due conference si differenziavano per la possibilità nella American di utilizzare giocatori stranieri. 